# 梅里赫爾 (密西西比州)
梅里赫爾（英語：Merry Hell）是位於美國密西西比州辛普森縣的非建制地區。

## 地理
梅里赫爾所處的海拔為高於海平面126米（即413英呎），而該地所採用的時區為UTC-6，即北美中部時區（CST）。同時該地設有夏令時間，為UTC-6調快一小時，即UTC-5（CDT）。